# Vordingborg Station
Vordingborg Station er en dansk jernbanestation i Vordingborg. Stationen er beliggende på Sydbanen som nu er dobbeltsporet nord for Vordingborg, syd for Vordingborg er banen enkeltsporet, men den er ved at blive ombygget med dobbeltspor over nye Masnedsund- og Storstrømsbroer i forbindelse med opgradering af Sydbanen pga. Femern Bælt-forbindelsen.

## Historie
Den oprindelige stationsbygning blev opført i 1870 og var tegnet af Charles Julius Sophus Abrahams. Den blev indviet 4. oktober 1870. Men allerede i 1937 valgte man at flytte stationen til den nuværende placering i forbindelse med opførelsen af Storstrømsbroen. Den nuværende stationsbygning, tegnet af K.T. Seest, kunne indvies 26. september 1937.
I 1948 blev der etableret en forbindelse til privatbanen Kalvehavebanen, hvorved der for første gang kom omstigningsmuligheder på Vordingborg Station.

## Antal rejsende
Ifølge Østtællingen 2008 var udviklingen i antallet af dagligt afrejsende:
| År   | Antal |
| ---- | ----- |
| 2003 | 1.337 |
| 2004 | 1.386 |
| 2005 | 1.303 |
| 2006 | 1.262 |
| 2007 | 1.230 |
| 2008 | 1.390 |

## Galleri
- Stationsbygningen.
- 7-Eleven i stationsbygningen.
- Adgang til gangbroen.
- Gangbro med elevatorer.
- Perron for spor 2 og 3 før elektrificeringen.
- Linje 664, 660R og 661R i busterminalen.
- Vordingborg Station i 1981.